# Piper pinaresanum
Piper pinaresanum är en pepparväxtart som beskrevs av Trel. & Yunck.. Piper pinaresanum ingår i släktet Piper och familjen pepparväxter. Inga underarter finns listade i Catalogue of Life.